# Altrippe
Altrippe (in tedesco Altrip) è un comune francese di 426 abitanti situato nel dipartimento della Mosella nella regione del Grand Est.

## Società

### Evoluzione demografica
Abitanti censiti